# كارل فريدريش هابيل
كارل فريدريش هابيل (بالألمانية: Carl Friedrich Abel )‏ (و. 1723 – 1787 م) هو ملحن، وعازف كمان الساق، من ألمانيا، ولد في كوتن، توفي في لندن، عن عمر يناهز 64 عاماً.

## روابط خارجية
- كارل فريدريش هابيل على موقع الموسوعة البريطانية (الإنجليزية)
- كارل فريدريش هابيل على موقع ميوزك برينز (الإنجليزية)
- كارل فريدريش هابيل على موقع أول ميوزيك (الإنجليزية)
- كارل فريدريش هابيل على موقع ديسكوغز (الإنجليزية)